# Costroma
Costroma (em latim: Costroma; em russo: Кострома; romaniz.: Kostroma) é uma cidade histórica do centro da Rússia, e o centro administrativo do Oblast de Costroma. Faz parte do anel dourado das cidades russas, e fica na confluência do rio Volga e rio Costroma. Tinha, em 2002, 278750 habitantes. Dispõe de aeroporto.

## Esporte
A cidade de Costroma é a sede do Estádio Urojay e do FC Spartak Kostroma, que participou do Campeonato Russo de Futebol.